# Госплемстанция (Павлодарская область)
Госплемстанция (каз. Госплемстанция) — село в Павлодарском районе Павлодарской области Казахстана. Входит в состав Мичуринского сельского округа. Код КАТО — 556055200.

## Население
В 1999 году население села составляло 1153 человека (585 мужчин и 568 женщин). По данным переписи 2009 года, в селе проживало 1308 человек (653 мужчины и 655 женщин).